# Borówek (województwo łódzkie)
Borówek – wieś w Polsce położona w województwie łódzkim, w powiecie łowickim, w gminie Bielawy.
Prywatna wieś szlachecka Borówko położona była w drugiej połowie XVI wieku w powiecie orłowskim województwa łęczyckiego. W latach 1975–1998 miejscowość administracyjnie należała do województwa skierniewickiego.
W miejscowości, w dawnym dworze Meissnerów, znajduje się Dom Pomocy Społecznej dla osób przewlekle chorych psychicznie.

## Zabytki
Według rejestru zabytków Narodowego Instytutu Dziedzictwa na listę zabytków wpisany jest obiekt:
- dwór, 1920, nr rej.: 613 z 28.07.1983